# Лещенково
Лещенково — хутор в Россошанском районе Воронежской области России. 
Входит в состав Новокалитвенского сельского поселения.

## География
Хутор находится в южной части Воронежской области, в степной зоне, к югу от реки Дон, на расстоянии примерно 29 км (по прямой) к юго-востоку от города Россошь, административного центра района. Абсолютная высота — 186 м над уровнем моря.

### Часовой пояс
Хутор Лещенково, как и вся Воронежская область, находится в часовой зоне МСК (московское время). Смещение применяемого времени относительно UTC составляет +3:00.

## Население
| 2010 |
| ---- |
| 0    |

## Улицы
Уличная сеть хутора состоит из двух улиц (ул. Вишнёвая и ул. Терновая).